# In Search of Sanity
In Search of Sanity (с англ. — «В поисках рассудка») — третий студийный альбом британской трэш-метал-группы Onslaught, выпущенный в 1989 году на лейбле London Records.
Это последний альбом Onslaught перед распадом группы в 1991 году и воссоединением в 2004 году.

## Об альбоме
Запись альбома начались в 1988 году с продюсером Стефаном Галфасом, известного по работе с Мит Лоуфом, The Allman Brothers Band, Saxon и Stryper. Первоначально альбом был записан с Саем Килером, но лейбл London Records не был впечатлен конечным продуктом с коммерческой точки зрения и настоял на повторном микшировании и полной перезаписи вокала фронтменом Grim Reaper Стивом Гримметом. Доработанный с его участием альбом имел коммерческий успех. In Search of Sanity занял 46-ю позицию в британском чарте.

## Список композиций
1. «Asylum» (Стефан Гэлфас) — 5:16
2. «In Search of Sanity» (Найдж Рокетт, Роб Тротмэн, Джеймс Хиндер) — 7:13
3. «Shellshock» (Рокетт, Роб Тротмэн, Хиндер) — 6:46
4. «Lightning War» (Рокетт) — 6:57
5. «Let There Be Rock»  Ангус Янг, Малколм Янг, Бон Скотт<  — 4:03 (AC/DC cover)
6. «Blood Upon the Ice» (Рокетт) — 8:22
7. «Welcome to Dying» (Рокетт, Тротмэн, Хиндер) — 12:41
8. «Power Play» (Рокетт, Тротмэн, Хиндер) — 6:25

Bonus track на CD версии
1. «Confused» (Кевин Хейборн) — 1:59 (Angel Witch cover)

## Участники записи
- Стив Гримметт — вокал
- Найдж Рокетт — гитара
- Роб Тротмэн — гитара
- Джеймс Хиндер — бас-гитара, бэк-вокал
- Стив Грайс — ударные, бэк-вокал

### Приглашенные музыканты
- Джоди Грэй, Дэйв Таггарт, Фил Кэффри, Масаки Ямада, Стефан Гэлфас — бэк-вокал

## Позиции в чартах
| Чарт (1989)                      | Позиция |
| -------------------------------- | ------- |
| Великобритания (UK Albums Chart) | 46      |